# Maid in Manhattan
Maid in Manhattan is een Amerikaanse romantische, komische film uit 2002 van Wayne Wang. De hoofdrollen zijn voor Jennifer Lopez en Ralph Fiennes.

## Verhaal
Marisa Ventura, een alleenstaande, onafhankelijke moeder woont met haar zoontje Ty in de Bronx. Ze werkt als kamermeisje in een luxehotel in Manhattan. Wanneer ze de kleren van een rijke hotelgast past, komt senatorenkandidaat Christopher Marshall toevallig de kamer binnen. Hij denkt dat zij ook een gast is en de vonk springt over. Maar dan komt de waarheid aan het licht...

## Rolverdeling
| Acteur              | Personage            |
| ------------------- | -------------------- |
| Jennifer Lopez      | Marisa Ventura       |
| Ralph Fiennes       | Christopher Marshall |
| Tyler Posey         | Ty Ventura           |
| Natasha Richardson  | Caroline Lane        |
| Stanley Tucci       | Jerry Siegel         |
| Bob Hoskins         | Lionel Bloch         |
| Priscilla Lopez     | Veronica Ventura     |
| Frances Conroy      | Paula Burns          |
| Chris Eigeman       | Mr Bextrum           |
| Amy Sedaris         | Rachel Hoffberg      |
| Marissa Matrone     | Stephanie Kehoe      |
| Lou Ferguson        | Keef Townsend        |
| Lisa Roberts Gillan | Cora                 |
| Maddie Corman       | Leezette             |
| Sharon Wilkins      | Clarice              |
| Di Quon             | Lily Kim             |